# Julius Nyerere
Julius Kambarage Nyerere (født 13. april 1922, død 14. oktober 1999) var Tanzanias første præsident i tiden fra 1964 til 1985 og samtidig leder af regeringspartiet Chama cha Mapinduzi (CCM).
Nyerere, der var uddannet som skolelærer, blev premierminister af Tanganyika i 1961. Efter at Tanganyika og Zanzibar forenes i Tanzania i 1964, blev han landets første præsident. Han trak sig senere tilbage i 1985.
Han oversatte William Shakespeares Julius Caesar til swahili.